# كيوشي أوكوما
كيوشي أوكوما (باليابانية: 大熊 清) (مواليد 21 يونيو 1964)، هو لاعب كرة قدم ياباني سابق كان يلعب كمدافع.

## وصلات خارجية
- كيوشي أوكوما على موقع قاعدة بيانات كرة القدم.إي يو (الإنجليزية)
- كيوشي أوكوما على موقع Soccerway.com (الإنجليزية)
- كيوشي أوكوما على موقع عالم كرة القدم.نت (الإنجليزية)

- J.League Data Site (باليابانية)